# Muhammed Ghiya’as ud-din
Muhammed Ghiya’as ud-din (Muhammed Manikufaanu, Dhivehi ސުލްޠާން މުޙައްމަދު ޣިޔާޘުއްދީނު gestorben am 8. Oktober 1774) der Sohn von Sultan Ibrahim Iskandar II., war Sultan der Malediven von 1766 bis 1773. Nach dem Testament seines Vorgängers Hasan ’Izz ud-din (Dhon Bandaarain), bestieg Muhammed Manifufaanu den Thron und regierte unter dem Thronnamen Sultan Al-Haj Muhammed Ghiya’as ud-din Iskandar Sri Kula Sundara Maha Radun. Er war der letzte Sultan der Dhiyamigili-Dynastie; er wurde abgesetzt während er auf einer Pilgerfahrt (Haddsch) war, und später, bei seiner Rückfahrt mit einem Schiff ertrank er, oder wurde von Kalhu Bandaarain ermordet. Sultan Ghiyaasuddin ist daher im Volksmund als der Märtyrer-Sultan bekannt.

## Leben
Die Herrschaft von Sultan Muhammad Ghiya’as ud-din war von vielen internen Konflikten geprägt, die mit einer Reihe von Angriffen der Malabaren einhergingen. Intern gab es Streitigkeiten, welche sich zwischen dem Sultan und der Familie von Dhon Bandarain (Hasan ’Izz ud-din) entspannen. Muhammad war der Sohn von Sultan Ibrahim Iskandhar II. (Rannava Loka) aus der Dhiyamigili-Dynastie, während Dhon Bandarain der erste Sultan der Huraa-Dynastie war. Die Familie von Dhon Bandaarain war unglücklich darüber, dass der Thron an ihnen vorbei und an die Dhiyamigili-Dynastie übergegangen war. Der Anführer der unzufriedenen Gruppe war Dhon Bandarains Neffe Mohammed Manikufan. Das Ergebnis dieses Streits war, dass die Familienangehörigen von Dhon Bandaarain bestraft wurden. Die Söhne von Mohammed Manikufaan und Dhon Bandarain wurden auf verschiedene Inseln verbannt. Auch andere Familienmitglieder wurden verbannt. Obwohl Dhon Bandaarain Ghiyaasuddin freundlich behandelt hatte, hatte der neue Sultan die Gelegenheit verweigert, die gleichen Gefühle gegenüber der Huraage-Familie zu erwidern. Die Angriffe der Malabaren in dieser Zeit wurden von den Malediven abgewehrt. Der Sultan selbst nahm an diesen Schlachten teil.
Sultan Ghiya’as ud-din liebte das Lernen. Während seiner Herrschaft wurde das erste in Thaana-Schrift verfasste Dhivehi-Wörterbuch zusammengestellt. In dieser Zeit wurden auch eine Reihe anderer Bücher geschrieben, darunter eine Chronik seines Krieges mit den Malabaren.
Sieben Jahre und einen Monat nach Regierungsantritt verließ der Sultan Malé im Monat Schawwāl, 1187 Anno Hegirae, um nach Mekka zu pilgern. Er ernannte seine Schwester Amina Kabafaanu (Amina Kanbafan) und ihren Ehemann Ali Shah Bandar (Velana Manikufan) zu Doppelregenten. Bereits vier Tage nach der Abreise des Sultans beschloss Ali Shah Bandar, die Macht an sich zu reißen. Aber Muhammad Manikufan ging gegen Ali Shah Bandar vor und erklärte sich selbst zum Sultan.
Muhammad Manikufan bestieg den Thron als Sultan Muhammad Shams ud-din Alexander II. Nachdem er Sultan geworden war, verbannte er die Familienmitglieder von Sultan Ghiya’as ud-din auf verschiedene Inseln und rief die drei Söhne von Dhon Bandarain und ihren Onkel Ali Rannabandeyri Kilegefaan nach Malé zurück. Er zerstörte die Residenz von Sultan Ghiya’as ud-din, beschlagnahmte sämtliches dort befindliches Eigentum sowie sämtliches Land und Waqf, welches den Mitgliedern der Dhiyamigili-Dynastie gehörte. Einige der Bücher, persönlichen Gegenstände und Schmuckstücke wurden ebenfalls beschlagnahmt und die Mitglieder der Dhiyamigili-Dynastie eingesperrt.
Nach kurzer Regierungszeit dankte Sultan Muhammad Shamsuddin zugunsten von Muhammad, dem ältesten Sohn von Dhon Bandaarain, ab. Der neue Sultan regierte als Sultan Muhammad Muizzuddin (Kalhu Bandaarain). Nach der Abdankung benannte sich Sultan Muhammad Shams ud-din Alexander II. „Muhammed Faashanaa Kilegefaan“.
Als Ghiya’as ud-din auf die Malediven zurückkehrte, erfuhr er von den Entwicklungen in Malé. Auf dem Weg dorthin kam das Schiff vom Kurs ab und gelangte in das Male-Atoll in der Nähe von Guraidhoo-Vilingili. Er blieb an Bord des Schiffes und schickte einen Brief an den regierenden Sultan. In diesem Brief sagte er, dass er mit dem Willen Allahs, des Allmächtigen, versöhnt sei und den Schutz des Sultans und von Fashana Kilegefan suche.
Nach Erhalt des Briefes schickten der Sultan und Fashana Kilegefan ihre Truppen und brachten alle Malediver und die Männer aus Maskat, die bei Ghiya’as ud-din waren, nach Malé. Drei enge Mitarbeiter des Sultans und andere Höflinge wurden in einem Boot zu Ghiya’as ud-din Schiff geschickt. Diese Leute brachten Ghiya’as ud-din in ihrem Boot aus der Sicht der Männer, die mit Ghiya’as ud-din gereist waren, und töteten ihn, indem sie ihn mit an seinem Körper befestigten Gewichten ertränkten. Das geschah am 8. Oktober 1774.
Die Adligen in Malé teilten der Bevölkerung mit, dass ein Boot geschickt worden sei, um Ghiya’as ud-din nach Malé zu bringen. In Ranjehi Ganduvaru sollte eine Willkommenszeremonie für Ghiya’as ud-din veranstaltet werden. Bei der Rückkehr des Bootes nach Malé wurde den Leuten mitgeteilt, dass Ghiya’as ud-din von Bord gegangen war und Ranjehi Gandavaru betreten habe. Begrüßungszeremonien und Feierlichkeiten begannen. Die Menschen erfuhren von dem Attentat erst ein oder zwei Tage später. Als sie von dem Mord erfuhren, versammelten sie sich aus Protest in der Nähe von Bodu Ganduvaru. Als der Mob immer wütender wurde, kam Muhammad Fashana Kilegefan heraus und sagte, dass das Attentat auf Erlass des Obersten Richters vollzogen worden sei. Dieser legte jedoch einen Eid ab, dass er nichts damit zu tun gehabt hatte. Nach diesen Protesten wurde der junge Abdulla (Ibrahim Faamuladheyri Kilegefan), ein Sohn von Ghiya’as ud-din, der sich in Malé aufhielt, im Alter von sieben Jahren nach Fuvahmulah verbannt.

## Familie
Sultan Ibrahim Iskandar II. war der Sohn von Sultan Muzaffar Muhammad Imaduddin II. aus der Dhiyamigili-Dynastie.
Die Mutter von Sultan Muhammad Ghiya'as ud-din ist Aisha Kanbafan, Tochter von Fathima Maavaa Kilegefan, Tochter von Athiree Kamanaa, Tochter von Athiree Hawwa Bee, Tochter von Koruvalu Zulaikha Bee, Tochter von Hafiza Bodu (Fandiyaru Thakur) von der Insel Meedhoo im Addu-Atoll.